# بنجامين هنري لاتروب
بنجامين هنري بونيفال لاتروب (1 مايو 1764- 3 سبتمبر 1820) مهندس معماري اتبع الأسلوب أنجلو-أمريكي الكلاسيكي الجديد، هاجر إلى الولايات المتحدة. كان واحدًا من أوائل المهندسين المعماريين المحترفين الذين تدربوا رسميًا في الولايات المتحدة الجديدة. ظهرت في أعماله تأثيرات أسفاره إلى إيطاليا بالإضافة إلى تأثيرات المعماريين الكلاسيكيين الجدد البريطانيين والفرنسيين مثل كلود نيكولاس. هاجر في الثلاثينيات من عمره إلى الولايات المتحدة الجديدة وصمم مبنى برلمان الولايات المتحدة «الكابيتول»، في «كابيتول هيل» في واشنطن العاصمة، بالإضافة إلى تصميمه لكاتدرائية بالتيمور القديمة أو كاتدرائية بالتيمور، (سميت لاحقًا كاتدرائية الضريح الوطني لعيد انتقال السيدة المباركة مريم العذراء). تعتبر هذه الكاتدرائية أول كاتدرائية أنشئت في الولايات المتحدة لكل الطوائف المسيحية. صمم لاتروب أيضًا أكبر هيكل في أمريكا في ذلك الوقت، «بورصة التجار» في بالتيمور. تميز هذا الهيكل بأفنية داخلية واسعة ذات شرفات تتخلل الأجنحة والبناء الدائري المركزي الكبير، والتي أنشئت جميعها تحت قبة منخفضة فرضت هيمنتها على المدينة بأكملها. اكتمل البناء في عام 1820 بعد خمس سنوات من العمل وبقي صامدًا حتى أوائل القرن العشرين.
هاجر لاتروب في عام 1796 واستقر بدايةً في ولاية فيرجينا حيث عمل في سجن ولاية فيرجينا في ريتشموند. انتقل بعدها إلى فيلاديلفيا حيث أسس عمله الخاص. عُيّن في عام 1803 كمشرف ومراقب على المباني العامة في الولايات المتحدة وقضى معظم السنوات الأربع عشرة اللاحقة في العمل على مشاريع في العاصمة الوطنية الجديدة واشنطن (في العاصمة الاتحادية المُنظمة حديثًا في مقاطعة كولومبيا)، حيث شغل منصب المهندس الثاني للكابيتول. كان مسؤولًا كذلك عن تصميم أروقة البيت الأبيض. أمضى لاتروب السنوات اللاحقة من حياته في نيو أورلينز، لويزيانا في العمل على مشروع محطات مائية وتوفي هناك في عام 1820 بسبب إصابته بالحمى الصفراء.
مُنح لاتروب لقب «أب العمارة الأمريكية». كان لاتروب عمًا لتشارلز لاتروب، وهو أول نائب لحاكم فيكتوريا في أستراليا.

## السيرة الذاتية
ولد لاتروب في الأول من شهر مايو عام 1764 في مستوطنة فولنيك مورافيا بالقرب من بودزي في مدينة ليدز، الواقعة في القسم الإداري الغربي من يوركشاير في إنجلترا. والداه هما القس بنجامين لاتروب، زعيم الكنيسة المورافية المنحدر من أصل هوغونوتي «فرنسي بورتستاني»، وآنا مارغريتا أنتس التي كان والدها ألماني ووالدتها من أصل هولندي. ولدت أنتس في مستعمرة بنسلفانيا الأمريكية ولكنها أرسلت إلى بريطانيا من قبل والدها الذي كان مالك أراضي ثري لتلتحق بمدرسة مورافية في فولنيك.
كان والد لاتروب مسؤولًا عن كل المدارس والمؤسسات المورافية في بريطانيا، ما جعله يمتلك دائرة واسعة من الأصدقاء والمعارف ذوي المستوى الرفيع في المجتمع. أكد على أهمية التعليم والمنح الدراسية والقيمة الكبيرة للتبادل الاجتماعي، بينما غرست والدة لاتروب في ابنها الفضول والاهتمام بأمريكا. استمتع بنجامين هنري لاتروب منذ الصغر برسم المناظر الطبيعية ورسم المباني. كان شقيق الزعيم المورافي والمؤلف الموسيقي كريستيان إغناطيوس لاتروب.
أُرسل لاتروب في عام 1776 في عمر الثانية عشرة إلى مدرسة مورافية في نيسكي في سيليزا بالقرب من حدود ساكسونيا وبولندا. أمضى عدة أشهر عندما كان في الثامنة عشرة من عمره مسافرًا في جميع أنحاء ألمانيا، انضم بعد ذلك إلى الجيش الملكي البروسي وأصبح صديقًا مقربًا لضابط معروف في الجيش الأمريكي. من الممكن أن لاتروب خدم لفترة قصيرة في الجيش الإمبراطوري النمساوي، وعانى من بعض الإصابات والأمراض. بدأ «بجولة سياحية كبرى» بعد تعافيه، فزار ساكسونيا الشرقية وباريس وإيطاليا وأماكن أخرى. أتقن لاتروب اللغة الألمانية والفرنسية واليونانية القديمة والحديثة واللغة اللاتينية بفعل دراسته وأسفاره الكثيرة. تمتع بقدرات متطورة في اللغتين الإيطالية والإسبانية وامتلك كذلك قدرًا من المعرفة باللغة العبرية. انتُخب كعضو في جمعية الآثار الأمريكية في عام 1815.
عمل ابنه بنجامين هنري لاتروب الثاني (الذي يشار إليه أحيانًا باسم بنجامين الأصغر)، مهندسًا مدنيًا، وانضم في عام 1827 إلى خط السكك الحديدية المنظَّم حديثًا في بالتيمور وأوهايو. صمم كذلك جسر توماس المقوس (الجسر الثالث من بين أربعة «جسور متعددة الأقواس») ويعتبر الجسر الأطول والأكثر تحديًا في بداية تدشينه.
كان ابنه الآخر جون هيزلهيرست بونيفال لاتروب (1803-1891) زعيمًا مدنيًا مشهورًا ومحاميًا ومؤلفًا ومؤرخًا وفنانًا ومخترعًا ومفكرًا مثقفًا وناشطًا اجتماعيًا في ماريلاند.
واصل الحفيد الذي يدعى تشارلز هيزلهيرست لاتروب (1834-1902) وهو ابن بنجامين هنري لاتروب الثاني وكان جنديًا كونفدراليًا، التقليد المعماري والهندسي فبنى جسورًا للمدينة ولخط السكك الحديدية في بالتيمور وأوهايو. سميت حديقة في جنوب بالتيمور باسم العائلة «لاتروب بارك» مثلما هو الحال أيضًا بالنسبة لحديقة «لاتروب بارك» في نيو أورلينز في الحي لفرنسي. خدم الحفيد الآخر فرديناند كليبورن لاتروب كعمدة لبالتيمور لمدة سبع سنوات.

## أسفاره

### بريطانيا
عاد لاتروب إلى بريطانيا في عام 1784 وتدرّب على يد جون سميتون، وهو مهندس معروف بتصميمه لمنارة إيديستون. ثم عمل لفترة وجيزة في عام 1787 أو في عام 1788 في مكتب المعماري الكلاسيكي الجديد صموئيل بيبس كوكريل. عُيّن لاتروب في عام 1790 كمشرف على المكاتب العامة في لندن وأنشأ مكتبه الخاص عام 1791. كُلّف في عام 1792 بتصميم منزل هامروود لودج، بالقرب من إيست غرينستيد في ساسيكس وكان أول عمل مستقل له. صمم كذلك منزل آشداون المجاور في عام 1793. شارك في عمليات بناء قناة باسينغستوك في سورري بالتعاون مع المهندسين جون سميتون وويليام جيسوب. كُلّف في ربيع عام 1793 بالتخطيط للقيام بتحسينات على نهر بلاك ووتر من مالدون إلى بيلي، ليصبح من الممكن لميناء مالدون أن يتنافس مع قناتي شيلمر وبلاك ووتر للملاحة واللتان تعبران المدينة. استمر المشروع حتى بدايات عام 1795 عندما رفض البرلمان الموافقة على خطته. واجه لاتروب مشاكل في الحصول على أتعابه لقاء عمله على المشروع فتعرض للإفلاس.
تزوج لاتروب من ليديا سيلون في فبراير من عام 1790 وعاشا حياة اجتماعية حافلة في لندن. أنجب الزوجان ابنة (ليديا سيلون لاتروب) وابنًا (هنري سيلون بونيفال لاتروب). توفيت الزوجة أثناء الولادة في نوفمبر عام 1793. ورثت ليديا ثروة والدها التي تُركت كأمانة للطفلين مع أعمامهما لكنهما لم يحصلا عليها في النهاية. عانى لاتروب من انهيار نفسي وقرر الهجرة إلى أمريكا وغادر في 25 نوفمبر على متن سفينة إيلايزا.
اشتهر لاتروب في أمريكا برسمه لسلسلة ألوان مائية متنوعة للمناظر الطبيعية. بدأت السلسلة بمنظر لمنحدرات بيضاء للساحل الجنوبي رسمها من سفينة الإيلايزا. سبق تلك السلسلة منظر طبيعي بالألوان المائية لإيست غرينستيد، يعود تاريخها إلى 8 سبتمبر عام1795.